# 109. østlige længdekreds
Den 109. østlige længdekreds (eller 109 grader østlig længde) er en længdekreds, der ligger 109 grader øst for nulmeridianen. Den løber gennem Ishavet, Asien, det Indiske Ocean, det Sydlige Ishav og Antarktis.